# Vattenmätare (insekt)
Vattenmätare (Hydrometridae) är en familj insekter bland skinnbaggarna. De är sötvattenlevande rovdjur som utnyttjar ytspänningen för att 'gå på vattnet'. Det finns ett hundratal arter i världen, de flesta i tropikerna. I Sverige finns 2 arter, stor vattenmätare (Hydrometra stagnorum) och Hydrometra gracilenta.